# سيرين حمشو
سيرين حمشو،(English: Sirin Hamsho) ولدت في حماة، سوريا 1986. مهندسة ومخترعة سورية، متخصصة في الطاقة المتجددة. حصلت على براءة إختراع دولية لتصميم نظام توربينات الرياح في عام 2015، وتم الاعتراف بها من قبل 100 بي بي سي وظهرت في خاتمة البرنامج الدولي لتحرير ثون في عام 2016.

## التعليم والعمل
حصلت سيرين حمشو على درجة البكالوريوس في الهندسة الإلكترونية من جامعة قلمون بسوريا في عام 2008، ودرجة الماجستير في إدارة الطاقة المتجددة من جامعة فرساي بفرنسا في عام 2012، وإنضمت سيرين حمشو إلى جنرال إلكتريك في شنيكتادي بنيويورك، حيث تمتلك حاليًا لقب مهندسة تصميم توربينات الرياح الكهربائية.
بالإضافة إلى شهادة البكالوريوس في الهندسة الإلكترونية، فهى حاصلة على شهادة البكالوريوس في القانون الإسلامي من جامعة دمشق في سوريا. وهي أيضًا عضو مجلس إدارة مركز الأندلس للدراسات الإسلامية في سوريا، ومستشارة في مركز نساء الإيمان والقيادة في فريق الخبراء الحكومي الدولي بواشنطن العاصمة وعضو مجلس إدارة نيويورك للأديان للسلطة والضوء.

## براءات الإختراع
إخترعت سيرين حمشو تصميمًا يحمي العناصر الكهربائية الموجودة داخل توربينات الرياح. ففي مقابلة لها مع هفبوست عربي، قالت: «لاحظنا الأضرار التي لحقت بهذه العناصر نتيجة لحركة التوربينات المستمرة، مما دفعني للتفكير في طريقة للحفاظ عليه». وتعتبر حمشو  امرأة عربية ملهمة فقد جاءت براءة اختراعها خلال الفترة الحرجة من الحرب الأهلية السورية والربيع العربي في الشرق الأوسط.

## الحياة الشخصية
سيرين حمشو متزوجة من عمر الأسد وهو عالم فرنسي ومهندس تعليمي بمعهد ماساتشوستس للتكنولوجيا. لديهما إبنتان، ويعيشان في شنيكتادي، نيويورك. وهي حاملة لـلجنسيتين الفرنسية والسورية. وفي يناير / كانون الثاني وفبراير / شباط 2017، تم القبض عليها بالأمر التنفيذي رقم 13769 وتقييد دونالد ترامب للسفر إلى الولايات المتحدة من عدة بلدان أخرى. عندما وقع الأمر في 27 يناير / كانون الثاني، كانت في قطر مع أطفالها ولم تتمكن من العودة إلى الولايات المتحدة حتى 26 فبراير / شباط.